# Кубок виклику ЄКВ
Кубок виклику — щорічний волейбольний турнір, що проходить між європейськими клубами під егідою Європейської конфедерації волейболу (CEV). Змагання розпочалися в сезоні 1980–1981 під назвою Кубок ЄКВ. У 2007 році він був перейменований на Кубок виклику ЄКВ.

## Загальна інформація
У розіграші Кубка вододарів кубків брали участь клуби — володарі кубків або віце-чемпіони країн Європи. Команда, яка стала переможцем турніру, під час наступного розіграшу отримувала можливість знову стартувати в розіграші Кубку.
У перших розіграшах Кубка топ-команд згідно регламенту не брали участь команди країн, що мали право на заявку двох команд у Лігу чемпіонів. Країни, які заявили одну команду для участі в Лізі чемпіонів, отримували можливість для заявки одного представника і в Кубок топ-команд. Для країн, команди яких були відсутні серед учасників Ліги чемпіонів, передбачалися 1-2-е місця в розіграші Кубка топ-команд. Неучасть у турнірі клубів з ряду провідних волейбольних країн Європи знизило значущість Кубка. Ситуацію виправили із сезону 2004/05, коли країни, що мали подвійне представництво в Лізі чемпіонів, отримали можливість для заявки по одному клубу і в Кубок топ-команд.
Із сезону 2007/08 турнір отримав нинішню назву і став третім за значущістю європейським клубним турніром. У ньому передбачено участь клубних команд, які отримали на це право згідно результатів національних першостей.
До 1987 року призерів змагань визначали в ході одноколового фінального турніру за участю чотирьох команд. У 1988—2010 роках фінальний турнір проводили у форматі фіналу чотирьох з півфіналами і двома фіналами за 1-е і 3-є місця. Із сезону-2010/11 передбачена система плей-оф на всіх стадіях розіграшу.

## Призери

### Кубок ЄКВ
| Рік     | Місто                     | Золото                               | Срібло                           | Бронза                             |
| 1980/81 | Канни                     | «Канн» (Канни)                       | «Амаро П'ю» (Лорето-Апрутіно)    | «Сантал» (Парма)                   |
| 1981/82 | Ворбюрг                   | «Старліфт» (Ворбюрг)                 | «Тзероні» (Рим)                  | «Гюнеш Санай» (Адана)              |
| 1982/83 | Левен                     | «Паніні» (Модена)                    | «Уббінк Оріон» (Дутінхем)        | «Гренобль»                         |
| 1983/84 | Жемеп-сюр-Самбр           | «Паніні» (Модена)                    | «Гонзага» (Мілан)                | «Вербунт» (Вюгт)                   |
| 1984/85 | Белград                   | «Паніні» (Модена)                    | «Партизан» (Белград)             | «Крекенбург» (Тернат)              |
| 1985/86 | Сараєво                   | «Кутіба-Ізея» (Фальконара-Мариттіма) | «Босна» (Сараєво)                | «Бістефані» (Турин)                |
| 1986/87 | Брюссель                  | «Енермікс» (Мілан)                   | «Сантал» (Парма)                 | «Червена Гвезда» (Братислава)      |
| 1987/88 | Дюделанж                  | «Автомобіліст» (Ленінград)           | «Петрарка» (Падуя)               | «Монпелье»                         |
| 1988/89 | Бордо                     | «Автомобіліст» (Ленінград)           | «Петрарка» (Падуя)               | «Дебік» (Зонховен)                 |
| 1989/90 | Мерс                      | «Мерзер» (Мерс)                      | «Партизан» (Белград)             | «Автомобіліст» (Ленінград)         |
| 1990/91 | Падуя                     | «Сіслей» (Тревізо)                   | «Радіотехнік» (Рига)             | «Петрарка» (Падуя)                 |
| 1991/92 | Парма                     | «Максіконо» (Парма)                  | «Петрарка» (Падуя)               | «Байєр» (Вупперталь)               |
| 1992/93 | Монпельє                  | «Сіслей» (Тревізо)                   | «Петрарка» (Падуя)               | «Динамо» (Московська область)      |
| 1993/94 | Падуя                     | «Петрарка» (Падуя)                   | «Самотлор» (Нижньовартовськ)     | «Фрідріхсгафен»                    |
| 1994/95 | Парма                     | «Каріпарма» (Парма)                  | «Орестіада»                      | «Таллі» (Мілан)                    |
| 1995/96 | Париж                     | «Альпітур» (Кунео)                   | «Равенна»                        | «Аеро» (Одолена-Вода)              |
| 1996/97 | Женева                    | «Равенна»                            | «Неташ» (Стамбул)                | «Байєр» (Вупперталь)               |
| 1997/98 | Рієті                     | «Сіслей» (Тревізо)                   | «Кнак» (Руселаре)                | «Лубе Воллей» (Трея)               |
| 1998/99 | Сан-Бенедетто-дель-Тронто | «Палермо»                            | «Кнак» (Руселаре)                | «Шарлоттенбург» (Берлін)           |
| 1999/00 | Флоренція                 | «Рома» (Рим)                         | «Модена Воллей» (Модена          | «Мостосталь» (Кендзежин-Козьле)    |
| 2000/01 | Ареццо                    | «Лубе Воллей» (Трея)                 | «Модена Воллей» (Модена          | «Ноліко» (Маасейк)                 |
| 2001/02 | Кунео                     | «Кунео»                              | «Локомотив-Бєлогорьє» (Бєлгород) | «Асистел» (Мілан)                  |
| 2002/03 | Єзоло                     | «Сіслей» (Тревізо)                   | «Лубе Воллей» (Трея)             | «Іскра» (Одинцово)                 |
| 2003/04 | Модена                    | «Модена Воллей» (Модена              | «Копра» (П'яченца)               | «Локомотив-Смарагд» (Єкатеринбург) |
| 2004/05 | Пальма                    | «Лубе Воллей» (Трея)                 | «Сон Амар» (Пальма)              | «Туркуєн»                          |
| 2005/06 | Падуя                     | «Лубе Воллей» (Трея)                 | «Іскра» (Одинцово)               | «Парі Воллей» (Париж)              |
| 2006/07 | Новий Уренгой             | «Факел» (Новий Уренгой )             | «Копра» (П'яченца)               | «Галкбанк» (Анкара)                |

### Кубок виклику ЄКВ
| Рік     | Місто                             |                                   | Фінал                             | Фінал                                   | Фінал                                                     |                                   | Півфіналісти                      | Півфіналісти |
| Рік     | Місто                             | Золото                            | Рахунок                           | Срібло                                  | Бронза                                                    |                                   |                                   |              |
| 2007/08 | Ряшів                             | «Модена Воллей» (Модена)          | 3:1                               | «Локомотив» (Єкатеринбург)              | «Альтерна Стад» (Пуатьє)                                  |                                   |                                   |              |
| 2008/09 | Ізмір                             | «Аркас Спор» (Ізмір)              | 3:2                               | «Ястшембський Венґель» (Ястшембе-Здруй) | «Томіс Констанца» (Констанца)                             |                                   |                                   |              |
| 2009/10 | Перуджа                           | «Умбрія Волей» (Сан-Джустіно)     | 3:0                               | «ХАОК Младость» (Загреб)                | «Берлін»                                                  |                                   |                                   |              |
| 2010/11 | Мачерата Ізмір                    | «Лубе Воллей» (Трея)              | 3:0 3:2                           | «Е.А. Патра» (Патри)                    | «СК Задруга» (Блайбург)                                   |                                   |                                   |              |
| 2011/12 | Варшава Ченстохова                | «АЗС Ченстохова» (Ченстохова)     | 3:1 2:3                           | «Проєкт» (Варшава)                      | «Томіс Констанца» (Констанца) «Волей Менен»               |                                   |                                   |              |
| 2012/13 | П'яченца Уфа                      | «П'яченца»                        | 3:0                               | «Урал» (Уфа)                            | «БКС Вісла Бидгощ» (Бидгощ) «Дукла» (Ліберець)            |                                   |                                   |              |
| 2013/14 | Латина Стамбул                    | «Фенербахче» (Стамбул)            | 2:3 3:0                           | «Топ Волей Латіная» (Латина)            | «Істанбул ББ» (Стамбул) «Нант Резе Метрополь» (Резе)      |                                   |                                   |              |
| 2014/15 | Лісабон Новий Сад                 | «Воєводина» (Новий Сад)           | 3:1 2:3                           | «Бенфіка» (Лісабон)                     | «Робур Равенна» (Равенна) «Будівельник» (Мінськ)          |                                   |                                   |              |
| 2015/16 | Верона Новий Уренгой              | «Верона Воллей» (Верона)          | 3:2                               | «Факел» (Новий Уренгой)                 | «Бенфіка» (Лісабон) «Волей Менен»                         |                                   |                                   |              |
| 2016/17 | Новий Уренгой Шомон               | «Факел» (Новий Уренгой)           | 3:1                               | «Шомон 52» (Шомон)                      | «Зіраат Банкаси» (Анкара) «Галатасарай» (Стамбул)         |                                   |                                   |              |
| 2017/18 | Равенна Пірей                     | «Робур Равенна» (Равенна)         | 3:1                               | «Олімпіакос» (Пірей)                    | «Малі Лотерея СК» (Анкара) «Газпром-Югра» (Сургут)        |                                   |                                   |              |
| 2018/19 | Монца Бєлгород                    | «Білогір'я» (Бєлгород)            | 2:3 3:0                           | «Пауер Воллей» (Мілан)                  | «Спортинг» (Лісабон) «Альтерна Стад» (Пуатьє)             |                                   |                                   |              |
| 2019/20 | Скасовано через пандемію COVID-19 | Скасовано через пандемію COVID-19 | Скасовано через пандемію COVID-19 | Скасовано через пандемію COVID-19       | Скасовано через пандемію COVID-19                         | Скасовано через пандемію COVID-19 | Скасовано через пандемію COVID-19 |              |
| 2020/21 | Мілан Анкара                      | «Алліянц Паверволлей» (Мілан)     | 3:2                               | «Зіраат Банкаси» (Анкара)               | «Галкбанк» (Анкара) «Леви» (Прага)                        |                                   |                                   |              |
| 2021/22 | Анкара Нарбонн                    | «Нарбонн»                         | 0:3 3:1                           | «Галкбанк» (Анкара)                     | «ACH Волей» (Любляна) «Панатінаїкос» (Афіни)              |                                   |                                   |              |
| 2022/23 | Тель-Авів Пірей                   | «Олімпіакос» (Пірей)              | 3:0                               | «Маккабі» (Тель-Авів)                   | «Панатінаїкос» (Афіни) «Фонте Бастарду» (Прая-да-Віторія) |                                   |                                   |              |
| 2023/24 | Варшава Монца                     | «Проєкт» (Варшава)                | 3:1                               | «Веро Воллей» (Монца)                   | «Гаталасарай» (Стамбул) «Акаа-Воллей» (Акаа)              |                                   |                                   |              |
| 2024/25 | Люблін Монца                      | «ЛУК Люблін» (Люблін)             | 3:1 2:3                           | «Лубе Воллей» (Трея)                    | «Малі Лотерея СК» (Анкара) «Спортинг» (Лісабон)           |                                   |                                   |              |

## Переможці турніру
| Клуб                                 | Титулів | Переможні роки                               |
| ------------------------------------ | ------- | -------------------------------------------- |
| «Модена Воллей» (Модена)             | 5       | 1982/83, 1983/84, 1984/85, 2003/04, 2007/08. |
| «Сіслей» (Тревізо)                   | 4       | 1990/91, 1992/93, 1997/98, 2002/03.          |
| «Лубе Воллей» (Трея)                 | 4       | 2000/01, 2004/05, 2005/06, 2010/11.          |
| «Автомобіліст» (Ленінград)           | 2       | 1987/88, 1988/89.                            |
| «Каріпарма» (Парма)                  | 2       | 1991/92, 1994/95.                            |
| «Альпітур» (Кунео)                   | 2       | 1995/96, 2001/02.                            |
| «Факел» (Новий Уренгой)              | 2       | 2006/07, 2016/17.                            |
| «Канн» (Канни)                       | 1       | 1980/81.                                     |
| «Старліфт» (Ворбюрг)                 | 1       | 1981/82.                                     |
| «Кутіба-Ізея» (Фальконара-Мариттіма) | 1       | 1985/86.                                     |
| «Енермікс» (Мілан)                   | 1       | 1986/87.                                     |
| «Петрарка» (Падуя)                   | 1       | 1993/94.                                     |
| «Равенна»                            | 1       | 1996/97.                                     |
| «Палермо»                            | 1       | 1998/99.                                     |
| «Рома» (Рим)                         | 1       | 1999/00.                                     |
| «Аркас Спор» (Ізмір)                 | 1       | 2008/09.                                     |
| «Умбрія Волей» (Сан-Джустіно)        | 1       | 2000/10.                                     |
| «АЗС Ченстохова» (Ченстохова)        | 1       | 2011/12.                                     |
| «П'яченца»                           | 1       | 2012/13.                                     |
| «Фенербахче» (Стамбул)               | 1       | 2013/14.                                     |
| «Воєводина» (Новий Сад)              | 1       | 2014/15.                                     |
| «Верона Воллей» (Верона)             | 1       | 2015/16.                                     |
| «Робур Равенна» (Равенна)            | 1       | 2017/18.                                     |
| «Білогір'я» (Бєлгород)               | 1       | 2018/19.                                     |
| «Алліянц Паверволлей» (Мілан)        | 1       | 2020/21.                                     |
| «Нарбонн»                            | 1       | 2021/22.                                     |
| «Олімпіакос» (Пірей)                 | 1       | 2022/23.                                     |
| «Проєкт» (Варшава)                   | 1       | 2023/24.                                     |
| «ЛУК Люблін» (Люблін)                | 1       | 2024/25.                                     |

## Найцінніший гравець сезону
- 2006–07 –  Матей Черніч
- 2007–08 –  Андре Насіменту
- 2008–09 –  Пол Дюрден
- 2009–10 –  Даміано Піппі
- 2010–11 –  Ліберман Агамес
- 2011–12 –  Давид Мурек
- 2012–13 – Лючано Де Чекко
- 2013–14 –  Іван Мількович
- 2014–15 –  Флавіо Соареш
- 2015–16 –  Тейлор Сандер
- 2016–17 –  Дмитро Волков
- 2017–18 –  Пауль Бухеггер
- 2018–19 –  Денис Земченя
- 2019–20 – Турнір скасовано через пандемію COVID-19
- 2020–21 –  Жан Патрі
- 2021–22 –  Ніколас Уріарте
- 2022–23 –  Драган Травиця
- 2023–24 –  Юрій Семенюк
- 2024–25 –  Маттіа Боттоло